# Pontecorvo
Pontecorvo är en kommun i provinsen Frosinone i regionen Lazio i centrala Italien. Kommunen hade 13 027 invånare (2018).

## Historia
Från 1463 till 1860 var Pontecorvo Kyrkostatens exklav i Kungariket Neapel.
1806 erövrades Pontecorvo av Napoleon som förlänade staden som furstendöme, Furstendömet Pontecorvo, till marskalk Jean Baptiste Bernadotte. När denne 1810 utsågs till svensk tronföljare avsade han sig furstendömet mot en utlovad ersättning, som frös inne då Sverige inte anslöts till kontinentalsystemet, Napoleons handelsblockad mot Storbritannien. Sedan Bernadotte 1818 blev kung av Sverige under namnet Karl XIV Johan, har Pontecorvos stadsvapen ingått i Sveriges stora riksvapen.
1810 förlänades Pontecorvo i stället till Neapels kung Joachim Murat, som 1812 lämnade det till sin son Lucien Murat (1803-1878). Efter Wienkongressen återgick staden till Kyrkostaten.

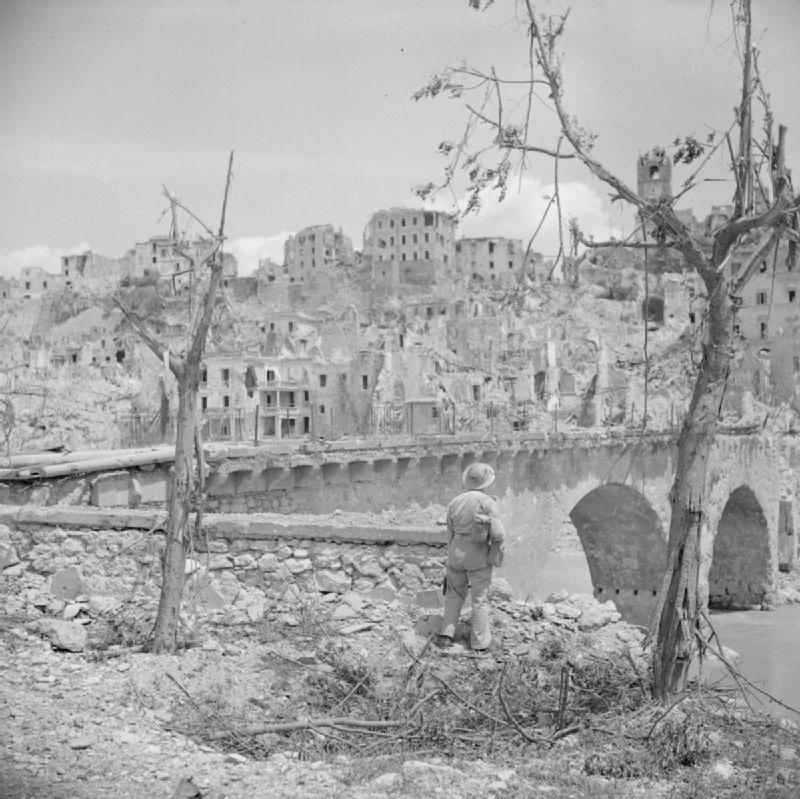
Pontecorvo i ruiner efter strider mellan allierade och tyska styrkor, maj 1944